# 保亭树参
保亭树参（学名：Dendropanax oligodontus）是五加科树参属的植物，是中国的特有植物。分布于中国大陆的广东等地，生长于海拔800米的地区，多生长在山谷密林下和较干燥的林下，目前尚未由人工引种栽培。